# Kis aktiváló RNS
A kis aktiváló ribonukleinsavak (saRNS) kis kétszálú RNS-ek (dsRNS), melyek a promotereket célozzák, transzkripciós génaktivációt (RNS-aktiváció, RNSa) indukálva.
A kis dsRNS-ek, például a kis interferáló RNS (siRNS) és a mikro-RNS (miRNS) evolúciósan állandósult RNS-interferencia (RNSi) indítói. Ez géncsendesítést okoz a kromatin-újramodellezés révén, megszüntetve a transzkripciót, lebontva a komplementer mRNS-t vagy akadályozva a fehérjetranszlációt. 2006-ban felfedezték, hogy aktiválhatnak is dsRNS-ek transzkripciót, ezek a saRNS-ek. Egy promoterekben levő szekvenciát célozva a saRNS-ek a génexpressziót transzkripciós/epigenetikai szinten indukálják.
A saRNS-ek általában 21 nukleotidosak, az egyes szálak 3’-végén 2 nt többlettel egy jellemző siRNS-hez hasonlóan. Adott gént aktiváló saRNS azonosításához több saRNS tervezendő egy 1–2 kb-os promoterrészben bizonyos szabályok szerint és tesztelnek sejttenyészetben. Egyes esetekben fehérjekódológén-promoterrel átfedő nem kódoló transzkriptumok célzására tervezik. Használatosak kémiailag létrehozott és rövid hajtű-RNS-ként (shRNS) expresszált saRNS-ek in vitro és in vivo kísérletekben is.
Elérhető egy saRNS-adatbázis, mely 2018-ban jelent meg.

## Lehetséges terápiás használat
Terápiás használatukat javasolták. Állatmodellekben hólyag-, máj-,
hasnyálmirigyrák és erekciós zavarok kezelésére használták.
2016-ban elindult az MTL-CEBPA saRNS-gyógyszer I. fázisbeli klinikai kísérlete előrehaladott májrákkal. 2021-ben tervezték befejezni.

### Különbségek a saRNS és az mRNS hatása közt
A saRNS-oltások az általuk aktivált gén által kódolt fehérje hosszabb expresszióját okozzák a megfelelő mRNS-oltások által kódolt génnél.
A diszlipidémia kezelésében is fontos lehet, mivel a májsejt-magifaktor 4α (HNF4A) aktiválható saRNS-sel, és megakadályozhatja többek közt az inzulinrezisztencia és a metabolikus szindróma kialakulását.

## Fordítás
Ez a szócikk részben vagy egészben  a   saRNA című angol Wikipédia-szócikk ezen változatának fordításán alapul.  Az eredeti cikk szerkesztőit annak laptörténete sorolja fel. Ez a jelzés csupán a megfogalmazás eredetét és a szerzői jogokat jelzi, nem szolgál a cikkben szereplő információk forrásmegjelöléseként.